# CBGB
Pour les articles homonymes, voir CBGB (homonymie).

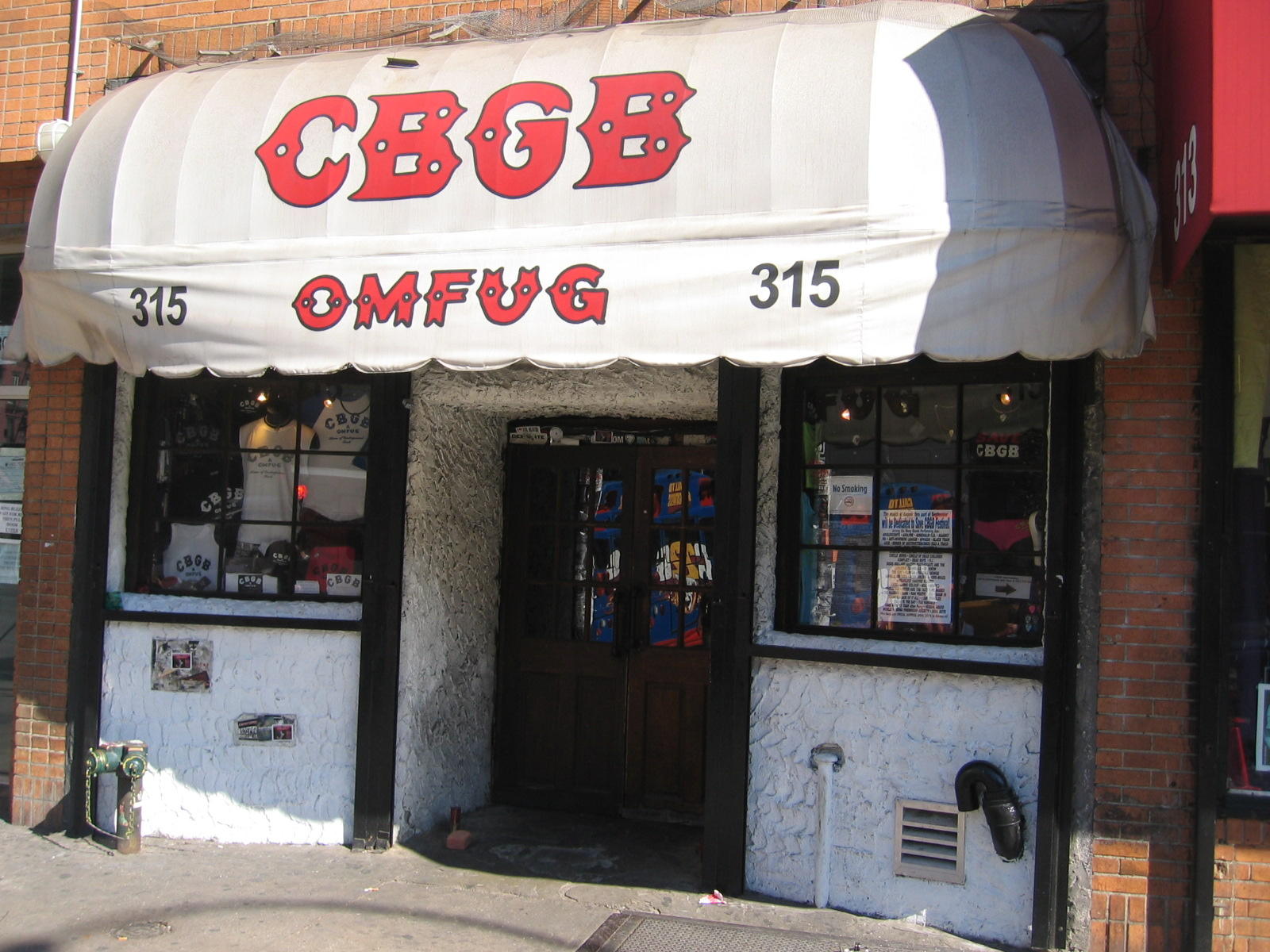
Entrée et façade du club

Le CBGB (ou CB's) était un club situé au no 315 du Bowery, à Manhattan (New York). Son nom complet est CBGB & OMFUG, sigle de « Country, Bluegrass, Blues and Other Music For Uplifting Gormandizers », soit en français « Country, bluegrass, blues et autres musiques pour gourmands raffinés ».
« Et les gourmandiseurs sont des dévoreurs voraces, dans notre cas, de musique », d’après le propriétaire du club, Hilly Kristal.
Le CBGB se targue d'être le lieu de naissance du rock underground (« Home of underground rock »). Ce titre est exagéré, car le rock underground n’est pas né en un seul lieu, mais l'apport du CBGB est indéniable et considérable.

## Création d’un club mythique
Le CBGB’s est ouvert en décembre 1973 dans un quartier mal famé à l'époque, par Hilly Kristal, qui rénove le défunt « Palace Bar ». Avec un espace de 370 m², il est le plus grand bar du quartier, ce qui rend possible de rassembler les fans de country, bluegrass et de blues, que Kristal espère attirer. Les débuts sont difficiles. En difficulté pour maintenir le bar à flot, le patron est contacté par le groupe de punk rock Television. Il leur donne leur chance : le 31 mars 1974, leur prestation le lui fait regretter. Cependant, l’imprésario du groupe parvient à convaincre Kristal de les laisser se produire une autre fois, avec un autre groupe à l’affiche : The Ramones.
La disposition des lieux et la politique suivie contribuent à la popularité du CBGB : le public doit passer par les coulisses pour aller aux toilettes ce qui brise la frontière entre les musiciens et les spectateurs, il n'y a pas de service d'ordre et les prix sont modérés.

## Les années 1970
Les premiers groupes new-yorkais à jouer au CBGB’s sont les Wayne County, et Suicide après que le Mercer Arts Center a fermé en août 1973. Le groupe Television, qui est à l'origine de la réputation du club, l’aurait découvert grâce à un concert des Wayne County.
En 1974 et 1975, le groupe Blondie, et celui de Patti Smith, qui jouait jusqu’alors dans différents endroits, s’établissent au CBGB’s. C’est à ce moment que les critiques commencent à parler de musique « punk » rock, d’après les clients qui fréquentaient tardivement les clubs du Bowery.
Mink DeVille,  The Ramones, The Fleshtones, Talking Heads, Johnny Thunders & The Heartbreakers, The Fast, The Dead Boys, The Cramps, The B-52's et bien d’autres groupes célèbres suivent Patti Smith. Malcolm McLaren y a vu les modes de Richard Hell (de Television) et le son des New York Dolls, dont il a été manager pendant une courte période, avant d’en reprendre les idées pour le groupe qu’il venait de prendre en charge à Londres, les Sex Pistols. The Damned sont le premier groupe de punk britannique à s'y produire en 1977.
À cette époque, le club joue surtout du punk et de la musique new wave ; il est d’ailleurs considéré comme le berceau et le centre de la musique punk aux États-Unis.
En 1976, Atlantic Records publie, à l'initiative d'Hilly Kristal, une compilation intitulée Live at the CBGB's, enregistrée les 4, 5  et 6 juillet dans le club. On retrouve sur ce double album, produit par Craig Leon et Kim King, huit groupes peu ou pas connus du tout, à savoir : Mink DeVille, Tuff Darts (le groupe de Robert Gordon), The Shirts (avec Annie Golden), Manster, The Laughing Dogs, Sun, The Miamis, et Stuart's Hammer .

## Le «hardcore»
Le CBGB’s devient alors une escale obligée pour les touristes de passage à New York, mais le bar réussit à rester vivant pendant les années 1980 grâce à la nouvelle musique underground de New York, le punk hardcore. Le dimanche est le jour de « matinée » au CBGB’s (ou le jour « trash » d’après un documentaire sur les skinheads hardcore)[réf. souhaitée]. Chaque dimanche, des groupes de hardcore prennent possession de la scène pendant tout l’après-midi, le plus souvent gratuitement. Avec le temps, les matinées du CB’s sont devenues une institution, jusqu’à ce que la violence, sur et autour de la scène, conduise Kristal à refuser les concerts hardcore. Depuis 1990, le CBGB ne réservait plus aucun concert au hardcore ou au punk, même si occasionnellement, des groupes punk ou hardcore ont pu s’y produire. Aucune règle n’a été établie sur les genres de musique acceptés ou refusés au club.
Ces matinées ont rendu quelques groupes célèbres, comme les Gorilla Biscuits, les Cro-Mags, Agnostic Front, Sick Of It All, Rest In Pieces, Warzone, Urban Waste, Youth of Today, Murphy's Law, Leeway, Sheer Terror, et Killing Time et les Bad Brains sans doute le plus emblématiques de cette scène.
L’une des dernières matinées du bar a eu lieu le 3 juillet 2005. Killing Time, Bulldoze, Underdog, Subzero, Homicidal, Billyclub Sandwich, Icepick et Aggressive Threat se sont partagé la scène.

## Fermeture

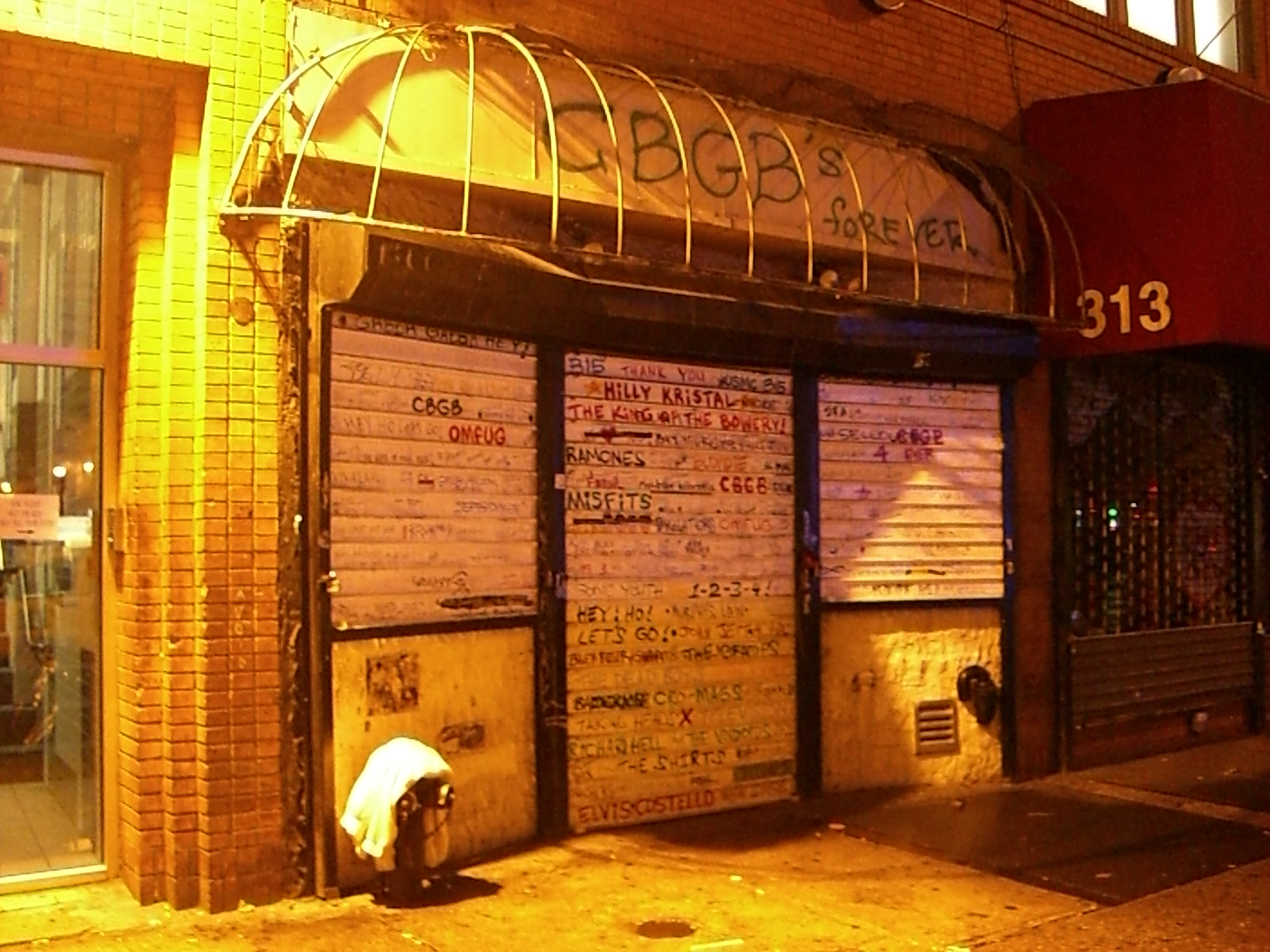
CBGB fermé.

Le propriétaire des murs, le Bowery Residents Committee (une organisation d'aide aux sans-abri) décide en août 2005 de ne pas renouveler le bail du CBGB, à la suite d'une dispute portant sur le montant des loyers.
Après de nombreuses protestations, mais n’obtenant aucune aide du maire de New York, Michael Bloomberg, Kristal renonce finalement à cette bataille en décembre 2005. Il trouve un accord avec le propriétaire pour garder le club ouvert jusqu'en octobre 2006, en échange de quoi il renonce à son action judiciaire et à sa tentative de classer le lieu en monument historique.
Jusqu'à sa fermeture définitive le 15 octobre 2006, les groupes qui ont fait les heures de gloire du CBGB se produisent pour des concerts hommages. Parmi eux, Sonic Youth, les Dead Kennedys, Sick Of It All, Murphy's Law, Agnostic Front, Debbie Harry et Chris Stein (de Blondie) et Bad Brains pour trois concerts. C'est Patti Smith qui a l'honneur d'offrir le dernier concert. Elle y chante plusieurs chansons d'artistes liés au CBGB, dont les Ramones, Blondie et Television.
Malgré ses 74 ans et un cancer du poumon qui l'emportera l'année suivante le 28 août 2007, Kristal avait annoncé vouloir rouvrir une salle sous le même nom à Las Vegas, Nevada. Il déclare « j'emmène les comptoirs avec moi [...] j'emmène la scène, j'emmène l'urinoir où a pissé Joey Ramone, tout ce qui a fait de cet endroit le CBGB ».
Le comptoir du bar ainsi que les panneaux de bois sont aujourd'hui toujours au même endroit, tandis qu'une autre partie du mobilier fut déplacée dans un des studios de YouTube à Los Angeles.
Aujourd'hui, une boutique de vêtements John Varvatos (en) remplace le défunt CBGB.

## Héritage
Le 5 juillet 2012, un festival reprenant le nom CBGB débute à New York, réparti sur une quarantaine de salles entre Manhattan et Brooklyn. Le festival, qui a lieu chaque année depuis, présente concerts, conférences et projections de films. En 2015 un second festival, le CBGB FTL, ouvre ses portes à Fort Lauderdale en Floride.